# Municipio de Goodwin (Dakota del Sur)
El municipio de Goodwin (en inglés: Goodwin Township) es un municipio ubicado en el condado de Deuel en el estado estadounidense de Dakota del Sur. En el año 2010 tenía una población de 159 habitantes y una densidad poblacional de 1,52 personas por km².

## Geografía
El municipio de Goodwin se encuentra ubicado en las coordenadas 44°50′27″N 96°48′51″O / 44.84083, -96.81417. Según la Oficina del Censo de los Estados Unidos, el municipio tiene una superficie total de 104.56 km², de la cual 104,14 km² corresponden a tierra firme y (0,4 %) 0,42 km² es agua.

## Demografía
Según el censo de 2010, había 159 personas residiendo en el municipio de Goodwin. La densidad de población era de 1,52 hab./km². De los 159 habitantes, el municipio de Goodwin estaba compuesto por el 100 % blancos. Del total de la población el 1,89 % eran hispanos o latinos de cualquier raza.